# Fußballtrainer Wulff
Fußballtrainer Wulff ist eine deutsche Familienserie, die vom 27. Oktober 1972 bis zum 27. April 1973 jeweils freitags im Vorabendprogramm der ARD lief. Sie gibt einen Einblick in den Fußball im Westdeutschland der frühen 1970er Jahre. In einigen Folgen wird auf damals dort aktuelle bzw. aufkeimende Themen Bezug genommen. Dazu gehören Doping im Fußball (in Folge 11), Akzeptanz des Frauenfußballs (in Folge 18) und der Bundesliga-Skandal (in Folge 22).

## Handlung
Harry Wulff ist Fußballtrainer mit Leib und Seele. Er übernimmt den in die Fußball-Bundesliga aufgestiegenen fiktiven Verein FC Neuenberg. Die Mannschaft steht elf Spieltage vor dem Saisonende auf dem vorletzten Tabellenplatz. Letztlich kann Wulff trotz einiger Erfolge den Abstieg nicht verhindern und wird am Ende der ersten Staffel entlassen. In der zweiten Staffel wird er nach einem Intermezzo als zunächst Ruheständler, danach Großhändler und zuletzt Interimstrainer einer Frauenfußballmannschaft von dem inzwischen in der zweitklassigen Regionalliga Südwest spielenden Verein erneut engagiert und führt ihn zum Wiederaufstieg. Er kämpft mit vielen Schwierigkeiten, darunter gegen den ihm nicht wohlgesonnenen Schatzmeister Kapock und die Abwerbeversuche seiner besten Spieler durch den Spielervermittler Pernecker. Seine Mannschaft dagegen ist, abgesehen von einigen Disziplinlosigkeiten, ihm gegenüber loyal. Als väterlicher Freund hilft er, oftmals in Zusammenarbeit mit Masseur Timmermann, einigen Spielern auch bei privaten Problemen.

## Hintergrund
Fußballtrainer Wulff war die erste und rund zehn Jahre lang die einzige im deutschen Fernsehen gezeigte Serie mit dem Schwerpunktthema Fußball. Erst 1982 folgte Manni, der Libero mit Thomas Ohrner und dann 1994 Is’ was Trainer? mit Klaus Wennemann. Sie entstand im Spannungsfeld des erstmaligen Titelgewinns der DFB-Elf bei der Fußball-Europameisterschaft 1972, der im selben Jahr ausgetragenen Olympischen Sommerspiele in München und der bevorstehenden Fußball-Weltmeisterschaft 1974 im eigenen Land. 
Serienentwickler und Drehbuchautor Bruno Hampel galt als „Fußballverrückter der besonderten Art“, da er gleichzeitig Vereinsmitglied beim FC Bayern München und beim TSV 1860 München war. Horst Niendorf, Darsteller der Titelfigur, war ein bekennender Anhänger von Hertha BSC. Als Kulisse für die Spielstätte des fiktiven Vereins FC Neuenberg diente das Ellenfeldstadion von Borussia Neunkirchen. Die Neunkirchner Spieler Günter Schröder und Hennes Schreier wirkten als Statisten mit. Fachlicher Berater für die Serie war der Fußballspieler Heinz Schichtel (* 1934), der von 1963 bis 1965 für die Sportfreunde 05 Saarbrücken 66 Spiele in der Regionalliga Südwest absolviert hatte. Zu den Hauptdarstellern gehören Michael Hinz und Viktoria Brams, die in der Serie ein Ehepaar spielen und auch im wirklichen Leben miteinander verheiratet waren. Der später durch die Aufführungen im Ohnsorg-Theater bekannt gewordene Schauspieler Jasper Vogt hatte nach eigenem Bekunden in der Serie seinen ersten nennenswerten Fernsehauftritt.
Bekannte Sportjournalisten stellen sich selbst in den Episoden dar, was der Serie eine besondere Authentizität verleiht. Am häufigsten vertreten sind „Mister Sportschau“ Werner Zimmer und Hörfunkreporter Erwin Dittberner (1925–2001) in je fünf Episoden. Zur Authentizität tragen auch Lucien Leduc und Roland Merschel bei, die sich in der Episode „Auf nach Avignon“ (Folge 23) als Trainer bzw. Spieler des Vereins Olympique Marseille gleichfalls selbst darstellen. 
In der Episode Eins zu Null für Eva (Folge 18) äußern sich bekannte Fußballspieler, -trainer und andere Prominente zu ihrer Haltung gegenüber dem in der Entstehungszeit der Serie kontrovers diskutierten Thema Frauenfußball. Im Einzelnen sind dies Jupp Derwall, Udo Lattek, Paul Breitner, Franz Beckenbauer, die Leichtathletin Helga Bühler-Hoffmann, die Politiker Adolf Müller-Emmert und Hermann Höcherl sowie der Kabarettist Achim Strietzel. Die Urteile reichen von einer deutlichen Befürwortung wie beispielsweise durch Franz Beckenbauer und Adolf Müller-Emmert bis hin zu einer Ablehnung wegen einer unterstellten fehlenden Attraktivität, unter anderen durch Udo Lattek und Hermann Höcherl. Der Moderator, Stadionsprecher und Fußballfan Arnd Zeigler griff dies in einer im November 2018 ausgestrahlten Folge der WDR-Sendung Zeiglers wunderbare Welt des Fußballs auf.
In der Episode Eisenmax muss weichen (Folge 19) ist erstmals die von Komponist Erich Ferstl erdachte Vereinshymne des FC Neuenberg zu hören, die danach erst wieder in der Episode Schwedische Gardinen (Folge 25) gesungen wird.
Ein angedeutetes Crossover besteht mit der Serie Autoverleih Pistulla, deren Autor ebenfalls Bruno Hampel ist. In der dortigen Episode Die Bankräuber (Folge 3) informiert sich der von Heinz Werner Kraehkamp dargestellte jüngere Bankräuber mittels einer Zeitung darüber, „[…] wie der FC Neuenberg gespielt hat“.
Einige der Episoden spielen im europäischen Ausland. Drehorte in den Niederlanden (Folgen 14 bis 16) waren Amsterdam einschließlich Grachtengürtel, der Strand von Zandvoort, die Windmühlen von Kinderdijk, der Käsemarkt in Alkmaar, der Keukenhof und der Miniaturpark Madurodam. In Frankreich (Folge 23) waren dies Marseille mit dem Stade Vélodrome sowie die Provence mit Avignon, Arles und sein Amphitheater, Les Baux-de-Provence und Saintes-Maries-de-la-Mer einschließlich der dortigen Wallfahrt. In Schweden (Folgen 24 und 25) zählte Stockholm einschließlich des Schärengartens, des Mälaren, des Freilichtmuseums Skansen, des Katarinahissen und des Råsundastadions, in Jugoslawien (Folge 7) die Adriaküste um Split dazu.
Die Serie wurde nach ihrer Erstausstrahlung nicht im Fernsehen wiederholt, ist aber inzwischen kostenpflichtig bei Video-on-Demand-Portalen wie Prime Video und Maxdome verfügbar.

## Kritiken
Angesichts manch ungelenker und dadurch unfreiwillig komischer Bewegungsabläufe der Schauspieler, die Fußballspieler darstellen, sprach Gyula Lóránt, damaliger Trainer der Offenbacher Kickers, von „schlechtem Kabarett“. Bei Zuschauern war die Serie dennoch beliebt. Leser der Fernsehzeitschrift Gong wählten Fußballtrainer Wulff auf Platz 7 der beliebtesten Fernsehserien. Die Krimireihe Tatort erzielte im Vergleich Platz 10. Der Journalist und Autor René Martens urteilte 25 Jahre nach der Erstausstrahlung, die Serie sei „ein Meilenstein der bundesdeutschen TV-Serien-Geschichte“.

## Medien
- Bruno Hampel: Fußballtrainer Wulff – Eine Mannschaft Kämpft gegen den Abstieg, Franz Schneider Verlag, München 1971, ISBN 978-3-505-03749-8
- Fußballtrainer Wulff, 4 DVDs (Laufzeit: 10 Stunden und 50 Minuten), Pidax Serien-Klassiker, 2012